# Otis (Maine)
Otis è un comune degli Stati Uniti d'America, situato nello Stato del Maine, nella contea di Hancock.